# Gonatocerus maga
Gonatocerus maga är en stekelart som beskrevs av Girault 1911. Gonatocerus maga ingår i släktet Gonatocerus och familjen dvärgsteklar. Inga underarter finns listade i Catalogue of Life.